# Gai Fundani (sogre de Varró)
Gai Fundani (en llatí Caius Fundanius) va ser un propietari romà del segles II i I aC. Formava part de la gens Fundània, una gens romana d'origen plebeu.
Era el pare de Fundània, i sogre de Marc Terenci Varró. És un dels parlants al primer diàleg de Varró en el seu llibre De re rustica, i pels temes que tracta sembla que era un coneixedor de les qüestions agrícoles. Les seves opinions sobre el luxe que anaven adquirint les cases de camp romanes l'aproxima a les opinions de Sèneca. Varró cita també a Fundani en un dels seus tractats de filologia.